# Circunscripción electoral de Ceuta

Circunscripción de Ceuta
Cortes Generales* Congreso: 1 diputado (de 350)
- Senado: 2 senadores (de 266)Asamblea de Ceuta* 25 diputados (de 25)

Ceuta es una de las 52 circunscripciones electorales de la Cámara Baja de las Cortes Generales, el Congreso de los Diputados, y una de las 59 de la Cámara Alta, el Senado. En las elecciones a la Asamblea de Ceuta constituye también una única circunscripción electoral, en la que se eligen 25 representantes que son concejales y diputados autonómicos al mismo tiempo, según su Estatuto de Autonomía.
Ceuta elige a un diputado para el Congreso, siendo, junto con Melilla, la circunscripción electoral que menos representantes tiene. Para el Senado elige a dos representantes.

## Ámbito de la circunscripción y sistema electoral
En virtud de los artículos 68.2 y 69.4 de la Constitución Española de 1978 la circunscripción electoral para el caso de Ceuta es su territorio municipal. El voto es sobre la base de sufragio universal secreto. En virtud del artículo 12 de la constitución, la edad mínima para votar es de 18 años.
En el caso del Congreso de los Diputados, el sistema electoral utilizado es a través de una lista cerrada con representación proporcional. En el caso del Senado, el sistema electoral sigue el escrutinio mayoritario plurinominal. Se eligen dos senadores y cada elector puede escoger hasta dos senadores, pertenezcan o no a la misma lista. Los dos candidatos más votados son elegidos.

## Asamblea de Ceuta

### Diputados obtenidos por partido (1983-2023)
|                        | Partido Popular de Ceuta                   | PP de Ceuta | 9  | 8  | 19 | 19 | 18 | 13 | 9  | 9  |
|                        | Partido Socialista de Ceuta                | PSOE Ceuta  | 3  | 2  | 2  | 2  | 3  | 4  | 7  | 6  |
|                        | ¡Ceuta Ya!                                 | CEUTA YA    |    |    |    |    | 4b | 4b | 1b | 2  |
|                        | Vox                                        | VOX         |    |    |    |    |    | 0  | 6  | 5  |
|                        | Movimiento por la Dignidad y la Ciudadanía | MDyC        |    |    |    |    |    | 3  | 2  | 3  |
|                        | Izquierda Unida de Ceuta                   | IUC         | 0  | 0  | 0  | 4  | 0  | 0  | 0  | 0  |
|                        | Unión Demócrata Ceutí                      | UDCE        |    |    | 3  |    |    |    |    |    |
|                        | Partido Socialista del Pueblo de Ceuta     | PSPC        | 2  | 0  | 0  | 0  |    |    |    |    |
|                        | Ciudadanos-Partido de la Ciudadanía        | CS          |    |    |    |    |    | 1  | 0  | 0  |
| Partidos desaparecidos |                                            |             |    |    |    |    |    |    |    |    |
|                        | Grupo Independiente Liberal                | GIL         |    | 12 | 0  |    |    |    |    |    |
|                        | Progreso y Futuro de Ceuta                 | PFC         | 6  | 0  |    |    |    |    |    |    |
|                        | Partido Democrático y Social de Ceuta      | PDSC        | 1  | 3  | 1  | 0  | 0  | 0  | 0  |    |
|                        | Ceuta Unida                                | CEU         | 4  | 0  |    |    |    |    |    |    |
| Total                  | Total                                      | Total       | 25 | 25 | 25 | 25 | 25 | 25 | 25 | 25 |

a Los resultados corresponden a los de Coalición Popular: Alianza Popular-Partido Demócrata Popular-Unión Liberal (AP-PDP-UL).

b ¡Ceuta Ya! se presentó en 2011, 2015 y 2019 como la Coalición Caballas.

## Congreso de los Diputados

### Diputados obtenidos por partido (1977-2023)
| Candidatura            | Candidatura     | 1977 | 1979 | 1982 | 1986 | 1989 | 1993 | 1996 | 2000 | 2004 | 2008 | 2011 | 2015 | 2016 | 2019 (I) | 2019 (II) | 2023 |
| ---------------------- | --------------- | ---- | ---- | ---- | ---- | ---- | ---- | ---- | ---- | ---- | ---- | ---- | ---- | ---- | -------- | --------- | ---- |
|                        | Partido Popular | 0    | 0    | 0    | 0    | 0    | 1    | 1    | 1    | 1    | 1    | 1    | 1    | 1    | 0        | 0         | 1    |
|                        | PSOE            | 0    | 0    | 1    | 1    | 1    | 0    | 0    | 0    | 0    | 0    | 0    | 0    | 0    | 1        | 0         | 0    |
|                        | Vox             |      |      |      |      |      |      |      |      |      |      |      | 0    | 0    | 0        | 1         | 0    |
| Partidos desaparecidos |                 |      |      |      |      |      |      |      |      |      |      |      |      |      |          |           |      |
|                        | UCD             | 1    | 1    | 0    |      |      |      |      |      |      |      |      |      |      |          |           |      |
| Total                  | Total           | 1    | 1    | 1    | 1    | 1    | 1    | 1    | 1    | 1    | 1    | 1    | 1    | 1    | 1        | 1         | 1    |

### Diputados electos por Legislatura
| Legislatura   | Partido | Miembro electo                   |
| ------------- | ------- | -------------------------------- |
| Constituyente | UCD     | Antonio Domínguez García         |
| I             | UCD     | Francisco Olivencia Ruiz         |
| II            | PSOE    | Francisco Fráiz Armada           |
| III           | PSOE    | Juan José León Molina            |
| IV            | PSOE    | Juan José León Molina            |
| V             | PP      | Francisco Antonio González Pérez |
| VI            | PP      | Francisco Antonio González Pérez |
| VII           | PP      | Francisco Antonio González Pérez |
| VIII          | PP      | Francisco Antonio González Pérez |
| IX            | PP      | Francisco Márquez de la Rubia    |
| X             | PP      | Francisco Márquez de la Rubia    |
| XI            | PP      | Juan Bravo Baena                 |
| XII           | PP      | Juan Bravo Baena                 |
| XIII          | PSOE    | José Simón Marín                 |
| XIV           | VOX     | María Teresa López Álvarez       |
| XV            | PP      | Javier Celaya Brey               |

## Senado

### Senadores obtenidos por partido (1977-2023)
| Candidatura            | Candidatura     | 1977 | 1979 | 1982 | 1986 | 1989 | 1993 | 1996 | 2000 | 2004 | 2008 | 2011 | 2015 | 2016 | 2019 (I) | 2019 (II) | 2023 |
| ---------------------- | --------------- | ---- | ---- | ---- | ---- | ---- | ---- | ---- | ---- | ---- | ---- | ---- | ---- | ---- | -------- | --------- | ---- |
|                        | Partido Popular | 0    | 0    | 0    | 0    | 0    | 2    | 2    | 2    | 2    | 2    | 2    | 2    | 2    | 0        | 1         | 2    |
|                        | PSOE            | 0    | 0    | 2    | 2    | 2    | 0    | 0    | 0    | 0    | 0    | 0    | 0    | 0    | 2        | 0         | 0    |
|                        | Vox             |      |      |      |      |      |      |      |      |      |      |      | 0    | 0    | 0        | 1         | 0    |
| Partidos desaparecidos |                 |      |      |      |      |      |      |      |      |      |      |      |      |      |          |           |      |
|                        | UCD             | 2    | 2    | 0    |      |      |      |      |      |      |      |      |      |      |          |           |      |
| Total                  | Total           | 2    | 2    | 2    | 2    | 2    | 2    | 2    | 2    | 2    | 2    | 2    | 2    | 2    | 2        | 2         | 2    |

### Senadores electos por Legislatura
| Legislatura   | Partido                            | Miembro electo                      |
| ------------- | ---------------------------------- | ----------------------------------- |
| Constituyente | UCD                                | Serafín Becerra Lago                |
| Constituyente | Francisco Lería y Ortiz de Saracho |                                     |
| I             | UCD                                | Antonio Domínguez García            |
| I             | UCD                                | Serafín Becerra Lago                |
| II            | PSOE                               | Fructuoso Miaja Sánchez             |
| II            | PSOE                               | Antonio Rallo Romero                |
| III           | PSOE                               | María del Carmen Cerdeira Morterero |
| III           | PSOE                               | Antonio Rallo Romero                |
| IV            | PSOE                               | Juan Hernández Lozano               |
| IV            | PSOE                               | María del Carmen Cerdeira Morterero |
| V             | PP                                 | José Luis Morales Montero           |
| V             | PP                                 | Francisco Olivencia Ruiz            |
| VI            | PP                                 | José Luis Morales Montero           |
| VI            | PP                                 | Francisco Olivencia Ruiz            |
| VII           | PP                                 | Nicolás Fernández Cucurull          |
| VII           | PP                                 | José Luis Morales Montero           |
| VIII          | PP                                 | Pedro Gordillo Durán                |
| VIII          | PP                                 | Nicolás Fernández Cucurull          |
| IX            | PP                                 | Luz Elena Sanín Naranjo             |
| IX            | PP                                 | Nicolás Fernández Cucurull          |
| X             | PP                                 | José Luis Sastre Álvaro             |
| X             | PP                                 | Luz Elena Sanín Naranjo             |
| XI            | PP                                 | Guillermo Martínez Arcas            |
| XI            | PP                                 | Fátima Mohamed Dos Santos           |
| XII           | PP                                 | Guillermo Martínez Arcas            |
| XII           | PP                                 | Fátima Mohamed Dos Santos           |
| XIII          | PSOE                               | María Blanca Gómez Serra            |
| XIII          | PSOE                               | Hamed Mohamed Ahmed                 |
| XIV           | PP                                 | David Juan Muñoz Arbona             |
| XIV           | VOX                                | Juan Ros Alcaide                    |
| XV            | PP                                 | Abdelhakim Abdeselam Al Lal         |
| XV            | PP                                 | Cristina Díaz Moreno                |